# Сентиментальность
Сентимента́льность (от фр. sentiment — «чувство») — свойство психики, восприимчивость, мечтательность. Настроение, при котором все внешние впечатления действуют преимущественно на чувство, а не на разум и мысли. Это предрасположенность, эмоционально-ценностная ориентация на проявление таких чувств как: восторженность, умиление, растроганность и сопереживание по поводу, не вызывающему сильной эмоциональной реакции у окружающих. В крайнем проявлении — слезливость, чрезмерная и приторная чувствительность.
Сентиментальность может быть избирательной, например, направленной на животных, но не на людей. Она может и сочетаться с цинизмом или агрессивностью. Например, Фёдор Карамазов у Ф. М. Достоевского «зол и сентиментален». Близким, но отличным от сентиментальности, качеством личности может быть названо сострадание.

## Обвинения в сентиментальности
Сентиментальность зачастую рассматривается как отрицательное качество, обвинения в сентиментальности нередки в литературной и общественно-политической критике. Например Фридрих Энгельс о немецкой рабочей поэзии: «Малодушие и глупость, бабская сентиментальность, жалкое прозаически-трезвенное мелкобуржуазное филистерство — таковы те музы, которые вдохновляют эту лиру…».